# Ronald D. Moore
Ronald Dowl Moore (Chowchilla, Califòrnia, 5 de juliol de 1964) és un productor de televisió i guionista de ciència-ficció estatunidenc. Ell és reconegut per la seva treballar en la franquícia de sèries de televisió i pel·lícules de ciència-ficció Star Trek i en la sèrie de televisió de ciència-ficció, Battlestar Galactica, per la qual va guanyar un Premi Peabody.

## Obres

### Com guionista
- Star Trek: La nova generació (1989-1994) (Sèrie de televisió)
- Star Trek VII: Generations (1994)
- Star Trek VIII: First Contact (1996)
- Star Trek: Deep Space Nine (1993-1999) (Sèrie de televisió)
- Star Trek: Voyager (1989-1994) (Sèrie de televisió)
- G vs E (1999-2000) (Sèrie de televisió)
- Missió: Impossible II (Mission: Impossible 2) (2000)
- Roswell (1999-2002) (Sèrie de televisió)
- Carnivàle (2003-2005) (Sèrie de televisió)
- Battlestar Galactica (2004-2009) (Sèrie de televisió)

## Premis i nominacions

### Nominacions
- 1994: Primetime Emmy a la millor sèrie dramàtica per Star Trek: The Next Generation
- 2007: Primetime Emmy al millor guió per a sèrie dramàtica per Battlestar Galactica